# Мико Трипало
Анте Мико Трипало (Сињ, 16. новембар 1926 — Загреб, 11. децембар 1995) био је учесник Народноослободилачке борбе и друштвено-политички радник СР Хрватске и СФР Југославије. Године 1971, као члан Извршног бироа Председништва СКЈ, уз Савку Дабчевић-Кучар био је један од вођа „Хрватског прољећа”, након чега је смењен са свих функција. Након 1990. године поново је био активан у политичком животу Хрватске.

## Биографија
Рођен је 16. новембра 1926. године у Сињу. Основну школу је завршио у родном месту, а гимназију у Загребу.
Учесник је Народноослободилачког рата од 1941. године. Био је секретар Окружног комитета СКОЈ-а и секретар Окружног комитета КПХ у Книну и секретар Обласног комитета СКОЈ-а за Далмацију.
Након завршетка рата је завршио Правни факултет у Београду 1961. године.
Од 1969. године био је члан Извршног бироа Председништва Савеза комуниста Југославије. Заједно са Савком Дабчевић-Кучар је био један од вођа Хрватског прољећа. На састанку у Карађорђеву, 1. децембра 1971. године смењен са свих политичких функција и пензионисан.
Године 1990. један је од вођа Коалиције народног споразума, и један од оснивача Хрватске народне странке. Од 1993. године био је саборски заступник. Био је један од оснивача Хрватског хелсиншког одбора за људска права.
Имао је два брака. Из првог брака са супругом Смиљом Половином, сестром једног од организатора устанка у Лици Гојка Половине, имао је сина Бранка и ћерку Бранку. Од 1984. године је био у браку са Винком Томић.
Преминуо је 11. децембра 1995. године у Загребу.

## Галерија
- Трипало предаје штафету Титу, 1957. године
- Гроб Мике Трипала на гробљу Мирогој